# Quelques jours en septembre
Pour plus de détails, voir Fiche technique et Distribution.
Quelques jours en septembre est un film franco-italien réalisé par Santiago Amigorena, sorti en 2006.

## Synopsis
Quelques jours avant le 11 septembre 2001, différents personnages se retrouvent à Venise pour s'entrecroiser dans une ambiance sulfureuse où règne un sentiment préapocalyptique.

## Fiche technique
Sauf indication contraire, les informations mentionnées dans cette section peuvent être confirmées par la base de données cinématographiques Unifrance,  présente dans la section « Liens externes ».
- Titre français : Quelques jours en septembre
- Titre italien : Alcuni giorni in settembre
- Réalisation : Santiago Amigorena
- Scénario : Santiago Amigorena
- Photographie : Christophe Beaucarne
- Musique : Laurent Martin
- Producteurs : Paulo Branco et Santiago Amigorena
- Sociétés de production : Gemini Films, Les Films du Rat, France 2 Cinéma
- Pays de production :  France (majoritaire) ;  Italie ;  Portugal
- Langue de tournage : français
- Format : couleur - 1,85:1 - Son Dolby Srd - 35 mm
- Genre : drame, thriller
- Durée : 112 minutes (1 h 52)
- Sortie : 
  - Italie (festival de Venise) : 1er septembre 2006
  - France : 6 septembre 2006

## Distribution
- Juliette Binoche : Irène Montano
- John Turturro : William Pound
- Sara Forestier : Orlando
- Tom Riley : David
- Nick Nolte : Elliott
- Mathieu Demy : Le jeune banquier
- Saïd Amadis : Le vieux banquier
- Magne-Havard Brekke : Igor Zyberski
- Joël Lefrançois : Le concierge de l'hôtel
- Alexis Galmot : Le serveur
- Jean-Luc Lucas : Le contrôleur
- Roberto Moro : Le gardien du palais
- Julien Husson : L'homme à la cigarette

## Accueil
Les critiques du film ont été mitigées, voire négatives, Rotten Tomatoes attribuant au film une note de 44 %.